# Zola Budd
Zola Budd, po mężu Pieterse (ur. 26 maja 1966) – angielska lekkoatletka pochodzenia południowoafrykańskiego, dwukrotna  mistrzyni świata w biegach przełajowych. Jest szczególnie znana z biegania boso, również na zawodach (oba złote medale zdobyła, startując bez żadnego obuwia).
Posiada obywatelstwo brytyjskie i południowoafrykańskie. Uczestniczyła w igrzyskach olimpijskich w 1984 w Los Angeles w reprezentacji Wielkiej Brytanii (zajęła 7. miejsce w biegu na 3000 metrów) i w igrzyskach olimpijskich w 1992 w Barcelonie jako zawodniczka południowoafrykańska (odpadła w eliminacjach biegu an 3000 metrów).

## Rekordy życiowe
- bieg na 1500 metrów – 3:59,96 (1985) były rekord świata
- bieg na milę – 4:17,57 (1985) były rekord świata
- bieg na 3000 metrów – 8:28,83 (1985) były rekord świata
- bieg na 5000 metrów – 14:48,07 (1985) były rekord świata